# Площадь Железнодорожников (Казань)
Пло́щадь Железнодоро́жников (тат. Тимер юлчылар мəйданы) — площадь в посёлке-микрорайоне Юдино Кировского района Казани. Одна из самых новых площадей города и одна из четырёх площадей посёлка, расположенная надалеко от трёх других (площади-аллеи Славы, площади 1000-летия Казани и Юдинской площади). В обиходе жителей посёлка часто именуется как площадь у Дома отдыха. 
Небольшая площадь перед Домом отдыха локомотивных бригад находится рядом с локомотивным депо и схождением улиц Больничная, Революционная, Колымская, Молодогвардейская, Окраинная.
Открытая ко Дню России в июне 2009 года, площадь благоустроена по инициативе и на средства Казанского отделения Горьковской железной дороги.
Помимо проезжей части площадь имеет треугольную зелёную зону с памятной стелой компании «Российские железные дороги», трёхметровым фонтаном в форме восьмиконечной звезды, скамейками и газоном с зелёными насаждениями. Кроме Дома отдыха, на площадь также выходят жилые дома-«хрущёвки», а также примечательная круглая каменная водонапорная башня.
Через площадь общественный транспорт не ходит. Автобусные маршруты № 46 и 72 проходят кварталом севернее. Недалеко от площади на улице Революционная находится платформа электропоездов станции Юдино железнодорожного хода направления от Казани.